# سكوت رودين
سكوت رودين (بالإنجليزية: Scott Rudin)‏ (و. 1958 – م) هو منتج أفلام، من الولايات المتحدة الأمريكية، ولد في مدينة نيويورك.

## جوائز وترشيحات
حصل على جوائز منها:
- جوائز الإيمي برايم تايم
- جائزة الأوسكار لأفضل فيلم، عن عمل: لا بلد للعجائز.

ترشح لـ:
- جائزة الأوسكار لأفضل فيلم، عن عمل: الساعات
- جائزة الأوسكار لأفضل فيلم، عن عمل: صاخب لأقصى حد وقريب قرب لا يُصدق
- جائزة الأوسكار لأفضل فيلم، عن عمل: القبطان فيليبس
- جائزة الأوسكار لأفضل فيلم، عن عمل: فندق بودابست الكبير
- جائزة الأوسكار لأفضل فيلم، عن عمل: عزم حقيقي
- جائزة الأوسكار لأفضل فيلم، عن عمل: لا بلد للعجائز
- جائزة الأوسكار لأفضل فيلم، عن عمل: الشبكة الاجتماعية
- جائزة الأوسكار لأفضل فيلم، عن عمل: فينسيس.

## وصلات خارجية
- سكوت رودين على موقع IMDb (الإنجليزية)
- سكوت رودين على موقع ألو سيني (الفرنسية)
- سكوت رودين على موقع ميوزك برينز (الإنجليزية)
- سكوت رودين على موقع أول موفي (الإنجليزية)
- سكوت رودين على موقع بوكس أوفيس موجو (الإنجليزية)
- سكوت رودين على موقع قاعدة بيانات برودواي على الإنترنت (الإنجليزية)
- سكوت رودين على موقع قاعدة بيانات الأفلام السويدية (السويدية)
- سكوت رودين على موقع ديسكوغز (الإنجليزية)
- سكوت رودين على موقع قاعدة بيانات الفيلم (الإنجليزية)
- سكوت رودين على موقع كينوبويسك (الروسية)